# Операція «Мушкетер»
Операція «Мушкетер» (англ. ‏Operation Musketeer, фр. Opération Mousquetaire; 31 жовтня — 6 листопада 1956)  — операція вторгнення підрозділів Великої Британії та Франції у Єгипет під час Суецької кризи.
Метою військових дій було відновлення контролю над Суецьким каналом і повалення режиму Гамаля Абдель Насера. Операція планувалася на початок вересня, але необхідність координації з Ізраїлем змусила відкласти її до листопада. 10 вересня британські та французскі політики й начальники Генеральних штабів погодилися на зміни до плану, запропоновані генералом Чарлзом Кейтлі з метою скорочення кількості жертв серед мирного населення Єгипту. Новий план, що мав назву Musketeer Revise, був узятий за основу для фактичної суецкої операції.

## Військові дії
30 жовтня о 18:00 Англія і Франція висунули Єгипту та Ізраїлю ультиматум з вимогою відвести війська на 10 миль від Суецького каналу.
Насер, як і очікувалось, відхилив ультиматум і дав привід європейцям розпочати військові дії.

За попередньою домовленістю, Британія, як головний учасник вторгнення, брала на себе командування, французькі військові здійснювали оперативне командування підрозділами. Головнокомандувачем операції було призначено генерала Чарлза Кейтлі, його заступником — французького віце-адмірала П'єра Баржо. Наземною оперативною групою командували британський генерал-лейтенант Г'ю Стоквелл і його заступник французький дивізійний генерал Андре Бофре.
Завданням операції, що було поставлено перед військовими, було:

1. Припинити військові дії між ізраїльськими та єгипетськими силами.
2. З тією метою окупувати Зону Каналу і розмістити свої збройні сили між Ізраїлем і Єгиптом.
3. Захопити міста Порт-Саїд, Ісмаїлію і Суец.

Двосторонні сили складалися з приблизно 45 000 британців і 34 000 французів, 200 британських та 30 французьких військових кораблів, у тому числі сім авіаносців.
За планом, запропонованим Чарлзом Кейтлі, операція передбачала такі етапи:
- Фаза І — Британія та Франція отримують панівну перевагу в повітрі;
- Фаза ІІ — десятиденна «аеропсихологічна» кампанія з метою повалення Насера, що передбачала комбіновані удари по транспорту, зв'язку та економічним центрам і мала підірвати єгипетський бойовий дух;
- Фаза ІІІ — після повалення Насера англо-французький повітряний і амфібійний десант окуповує Зону Каналу.

З багатьох причин перебіг подій дуже відрізнявся від запланованого. Занепокоєння з приводу потенційних втрат серед цивільного населення, змусило Ідена відмовитися від Александрії як плацдарма для вторгнення.
Під час Фази І, в якій бомбардувальники атакували аеродроми, Іден неодноразово переглядав цільові списки, аби завдати якнайменше шкоди населенню. Були навіть обмежені розміри бомб попри те, що такі обмеження можгли збільшити британські втрати.
З тих самих причин цивільне населення було завчасно попереджене британським радіо про необхідність залишити території коло аеродромів та військових баз і про початок військових дій «поки президент Насер не виконає ультиматум». Так само завчасно попереджені військові перебазували нові радянські винищувачі МіГ-15 і бомбардувальники Іл-28 на південні аеродроми в Хартум, Луксор та до Саудівської Аравії.
Вночі з 31 жовтня на 1 листопада бомбардувальники English Electric Canberra та Vickers Valiant, що злетіли з Мальти та Кіпру, почали серію бомбардувань єгипетських аеродромів і баз: військові авіабази Альмаза та Інчас біля Каїру та Абу-Сувейр і Кабріт в зоні Суецького каналу. Нічне бомбардування було неточним, наступна фотографічна розвідка показала його невелику ефективність.
Вночі британський крейсер HMS Newfoundland у супроводі есмінця HMS Diana під час бойового зіткнення потопив у Червоному морі єгипетський фрегат Domyat, 68 членів екіпажу були врятовані англійцями.
З початком бойових дій Єгипет повністю блокував судноплавство каналом, затопивши у гирлі каналу біля Порт-Саїду значну кількість суден. Згодом їх було виявлено понад 21.

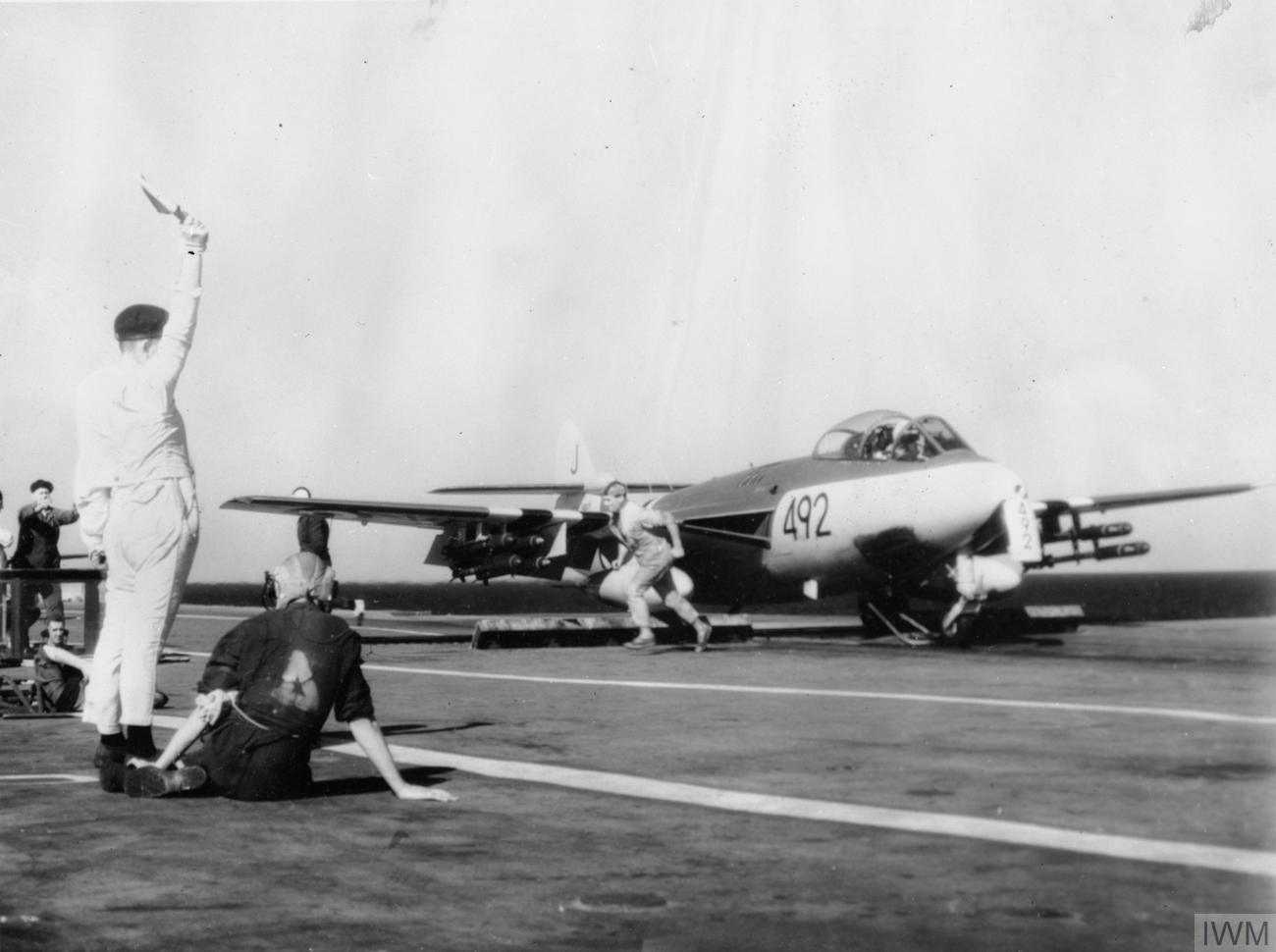
Sea Hawk злітає з палуби HMS Eagle

З ранку наступного дня і до вечора 4 листопада дальні бомбардувальники, палубна (De Havilland Sea Venom, Chance Vought F4U Corsair) та берегова (De Havilland Venom, Thunderstreak) авіація атакували військову базу Хакстеп Кемп, де містилося багато бронемашин і велика кількість військового транспорту, казарми Алмаза, залізничний вузол в Ісмаїлії, скупчення танків, інші місця концентрації єгипетських військ і об'єкти інфраструктури. Французькі винищувачі-бомбардувальники Thunderstreak атакували і знищили в Луксорі вісімнадцять Іл-28. Загалом під час бомбардувань на землі знищено 260 єгипетських літаків, розбомблені і пошкоджені злітні смуги, повітряні сили Єгипту були зруйновані. Тільки один з британських літаків був атакований у повітрі і зазнав незначних ушкоджень, і декілька понесли незначні ушкодження від зенітного вогню.
Вдень 4 листопада літак британської авіації атакував три торпедних катери, що прямували в Александрію, потопив двоє з них, а пошкодженому третьому було дозволено забрати врятованих моряків з інших катерів і продовжити свій шлях до гавані.
Вранці 5 листопада 3-ій парашутний батальйон і 16-та парашутна бригада британців, в кількості 600 чоловік, почали десантування на аеродром Аль-Гаміль, розташований на захід від Порт-Саїда. За кілька хвилин 500 парашутистів 2-го Колоніального парашутного полку Франції приземлилися на південь від Порт-Саїда.
Під час висадки зенітним вогнем було пошкоджено дев'ять транспортних літаків, але втрат не було й усі вони повернулися на базу.
Обидва десанти були успішними, хоча на землі також були зустрінуті сильним кулеметним і мінометним вогнем, обстрілом із зеніток прямим наведенням та самохідних радянських гармат СУ-100. До 09:00 аеродром було захоплено. 3-й парашутний батальйон просунувся на схід в напрямку міста Порт-Саїд.

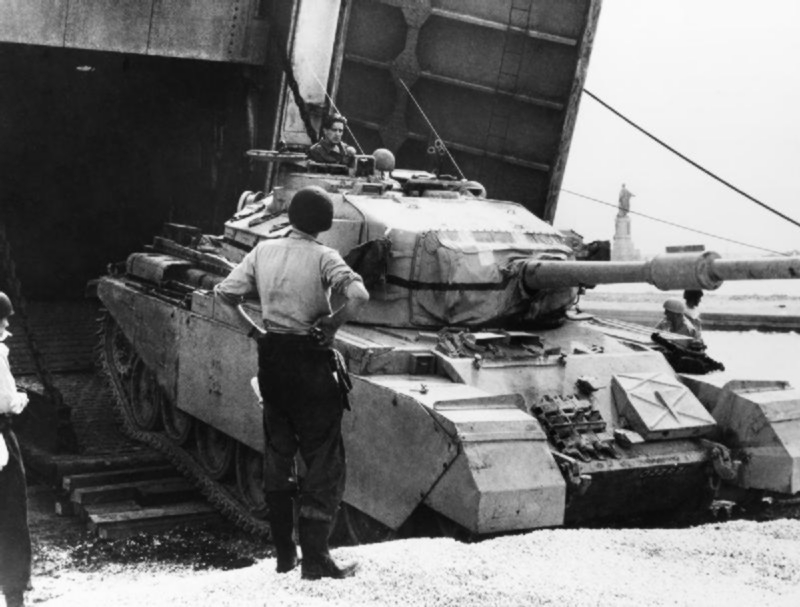
Британський танк Centurion сходить на берег з HMS Puncher у Порт-Саїді

О 13:45 ще 100 бійців 3-го парашутного батальйону, транспортні засоби, важке устаткування і харчування доставлені на Аль-Гаміль. 460 французьких парашутистів 2-го Колоніального парашутного полку Франції десантувалися на південній околиці Порт-Фуада і нейтралізували захист міста. О 15:00 єгипетський командувач Порт-Фуаду почав перемови про капітуляцію, але окремі бойові дії тривали до темряви, поки переговори були завершені і умови капітуляції узгоджені. 3-й парашутний батальйон зустрів набагато більший опір. На вузькій смужці землі між морем і озером Манзала він потрапив під обстріл з мінометів, в тому числі радянських залпового вогню, з Порт-Саїда. Стало зрозуміло, що Порт-Саїд захопити і очистити з допомогою лише парашутистів неможливо, і що потрібна буде висадка з моря.
Зранку 6 листопада біля 3 кілометрів пляжу, призначеного для висадки морського десанту, було піддано артилерійському обстрілу з есмінців і десятихвилинному бомбардуванню з повітря. О 4:50 командос морської піхоти 40-го і 42-го батальйонів на гусеничних десантних машинах і один підрозділ танків-амфібій з танкодесантного судна висадилися на пляж і рушили в бік Порт-Саїду.
Одночасно французький десант, що складався з 1-го Іноземного парашутного полку і трьох підрозділів морських командос, при підтримці ескадрону легких танків, без перешкод висадився на пляж Порт-Фуад.

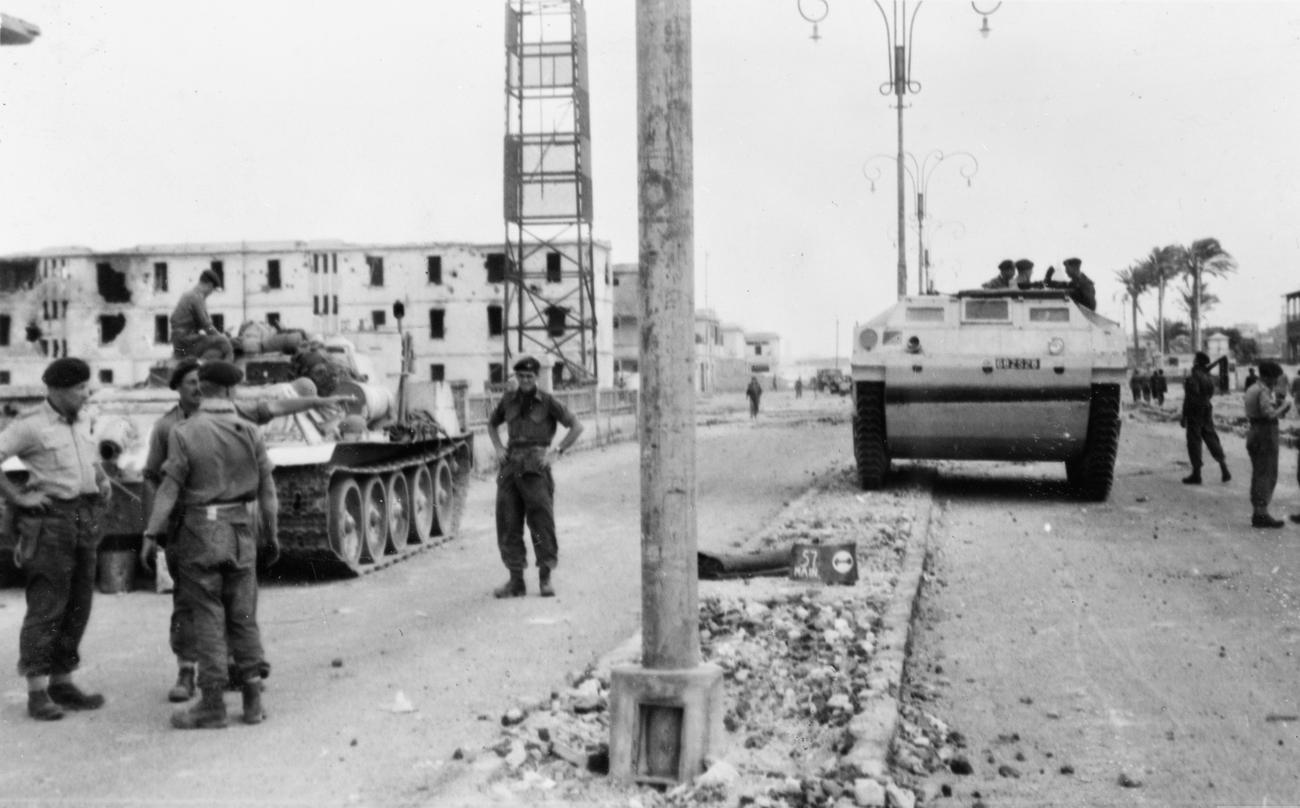
Британські танки у Порт-Саїді

22 гелікоптери з десантних авіаносців HMS Ocean і HMS Theseus протягом 90 хвилин доставили на берег 400 людей і 23 тонн майна 45-го батальйону командос морської піхоти. Така операція з масовим гелікоптерним десантом була здійснена вперше. В ній були використані шість гелікоптерів Bristol Sycamore та шістнадцять — Westland Whirlwind
6 листопада морська піхота при підтримці танків взяла під повний контроль Порт-Саїд.

Авангардні союзницькі сили встигли досягти Ель-Капа, що в 23 милях на південь від Порт-Саїда, коли отримали повідомлення, що Зону Каналу мають окупувати миротворчі сили ООН, і що припинення вогню повинне набрати чинності о 23:59.
Загальні втрати становили 11 французів і 24 британці вбитими, 129 поранених. Жертви серед єгиптян, в основі — цивільні, склали від 750 до 1000 чоловік.

## Підсумки
Операція продемонструвала обмеженість військового потенціалу Великої Британії та викрила помилки в декількох галузях, зокрема у технічних можливостях нічних бомбардувань, точності розвідувальних даних та оперативному керівництві. Загалом успішні, військові дії були здійснені на межі можливостей.

Попри досягнуті військові успіхи союзників, загальні наслідки мали всі ознаки політичної поразки операції.
Результати виконання британських цілей:
 — розділення комбатантів було фіктивним завданням, оскільки повинно було прикривати окупацію Зони Каналу.
 — окупація Зони Каналу відбулася лише частково, союзники захопили Порт-Саїд, при цьому канал, Ісмаїлія та Суец лишилися в єгипетських руках, до того ж судноплавство каналом було заблоковано.
 — повалення режиму Насера не відбулося, навпаки, його політична позиція лише зміцнилася.

Більшість цілей Франції також лишилися невиконаними:
 — нейтралізації джерел постачання для алжирського ФНВ не сталося, навпаки, після війни Єгипет збільшив свою допомогу.
 — замість убезпечення короткого маршруту імпорту нафти, отримано суттєве подовження маршруту.
 — єдиним реалізованим напрямком виявилася допомога у захисті Ізраїлю.